# Spolia

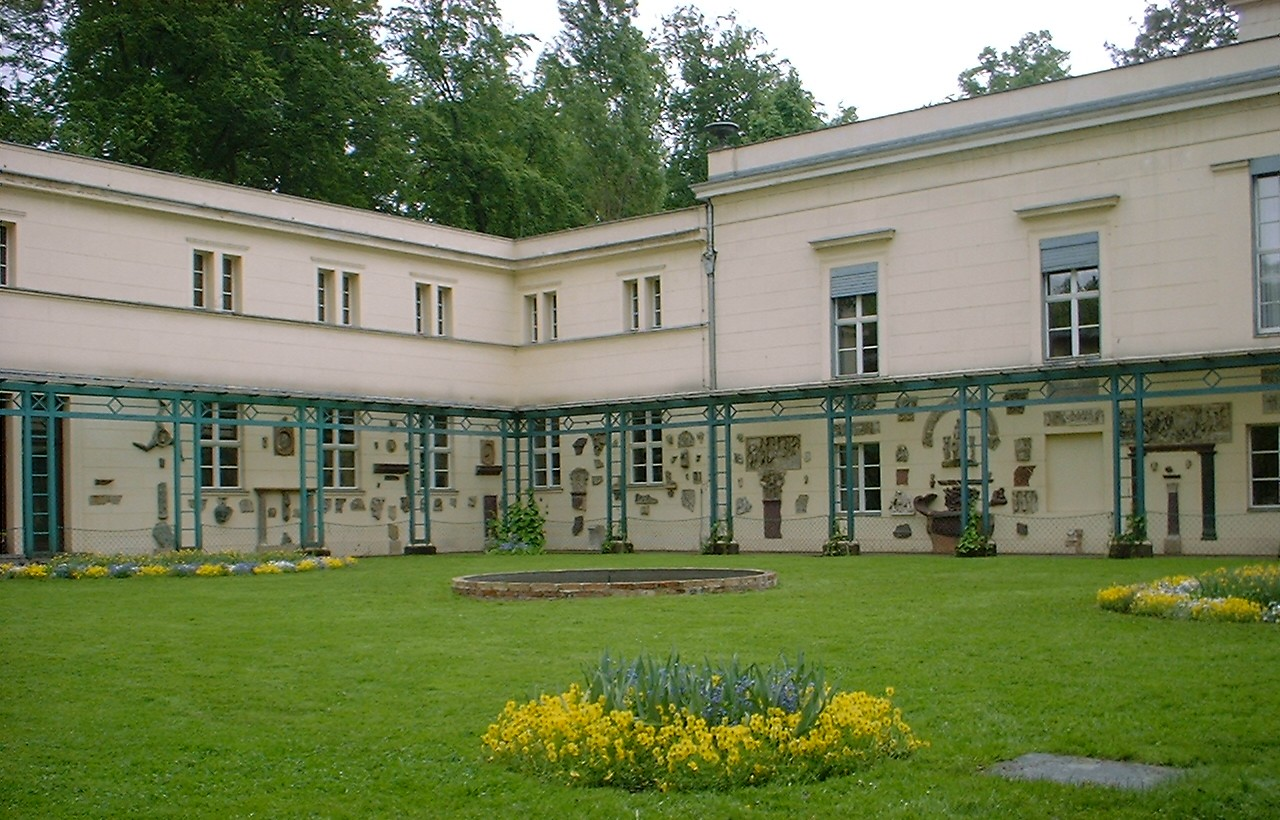
Spolias usadas no Schloss Glienicke.

Spolia (do latim, spolium) é um termo moderno usado na história da arte para descrever a reutilização de materiais ou elementos decorativos de construções mais antigas em novos monumentos.